# Charles Fleischer
Charles Jesse Fleischer (Washington, D.C., 27 de agosto de 1950) é um ator de televisão e comediante americano, mais conhecido por suas aparições e dublagens em filmes como A Nightmare on Elm Street, Who Framed Roger Rabbit, Back to the Future Part II, We're Back! A Dinosaur's Story, The Polar Express e Rango. Também reprisou seu papel como Roger Rabbit em suas apresentações teatrais Roger Rabbit.